# Rougham (Norfolk)
Pour les articles homonymes, voir Rougham.
Rougham est une paroisse civile et un village du Norfolk, en Angleterre.